# Niky
Niky is een stripreeks die begonnen is in 1985. Alle albums zijn geschreven en getekend door Luc Dupanloup en uitgegeven door Le Lombard.

## Albums
| Nummer | Titel                            |
| ------ | -------------------------------- |
| 1      | Foute boel voor een vrachtrijder |
| 2      | De achtste sarcofaag             |
| 3      | Olie on the rocks                |